# Aterigena
Aterigena là một chi nhện trong họ Agelenidae. Nó được tạo ra vào năm 2010 với một nhóm các loài được tách ra từ các chi Tegenaria và Malthonica.

## Các loài
- Aterigena aculeata (Wang, 1992) – China
- Aterigena aliquoi (Brignoli, 1971) – Italy (Sicily)
- Aterigena aspromontensis Bolzern, Hänggi & Burckhardt, 2010 – Italy
- Aterigena ligurica (Simon, 1916) – France, Italy
- Aterigena soriculata (Simon, 1873) – France (Corsica), Italy (Sardinia)